# Diazine
Le diazine, una sottoclasse delle azine, sono un gruppo di composti organici derivanti dal benzene (C6H6) per sostituzione di due frammenti C-H con due atomi di azoto, che sono ad essi isolobali; la loro formula molecolare è C6H4N2.
A seconda della reciproca posizione di questi atomi N nell'anello, esistono tre diazine isomere: queste sono la piridazina (1,2-diazina), la pirimidina (1,3-diazina) e la pirazina (1,4-diazina).
Le diazine sono isoelettroniche al benzene e anch'esse aromatiche, avendo 6 elettroni π nel loro anello (4n+2, con n = 1, regola di Hückel) e la loro aromaticità è confermata sia teoricamente che sperimentalmente. Dato che i doppietti solitari sugli atomi di azoto non fanno parte del sistema aromatico π (sono su orbitali sp2, diretti esternamente all'anello), le diazine sono basiche, come già accade per la piridina, sia in senso di Brønsted che di Lewis, anche se significativamente meno basiche della piridina stessa. Inoltre, la presenza nell'anello di due atomi azoto, che sono più elettronegativi del carbonio, rende l'anello ancora più disattivato, rispetto alla piridina, verso le sostituzioni elettrofile aromatiche e, per altro verso, rende l'anello più attivato verso le sostituzioni nucleofile aromatiche.
Le diazine non vanno confuse con i diazeni (derivati del diazene, o diimmide, H-N=N-H), o con i diazani (derivati del diazano, più noto come idrazina, H2N−NH2).